# Parque nacional Franklin-Gordon Wild Rivers
El parque nacional Franklin-Gordon Wild Rivers es un parque nacional en Tasmania (Australia), 117 km al oeste de Hobart. Su nombre se debe a los dos sistemas fluviales principales que discurren dentro de los límites del parque —el río Franklin y el río Gordon—.

## Situación
El parque nacional Franklin-Gordon Wild Rivers se encuentra entre las tierras altas centrales y la costa oeste de Tasmania en el corazón de la Reserva natural de Tasmania, que fue inscrito como Patrimonio de la Humanidad por la Unesco en 1982. Está dividido por la única carretera que pasa a través de esta área - la autopista Lyell.

## Historia
El origen del parque nacional  Wild Rivers estuvo en el anterior parque nacional Frenchmans Cap que tenía el río Franklin como su frontera en los límites Norte y Oeste. El Frenchmans Cap es una característica dominante en la región, y se puede ver en la línea del horizonte del Oeste y Norte del parque.
Los ríos Gordon y Franklin fueron el tema de una de las mayores batallas de conservación de Australia, la batalla de salvar el río Gordon de ser embalsado para un proyecto de central hidroeléctrica.
La presa Franklin formaba parte de un proyecto propuesto de central hidroeléctrica que había estado en los planes de Hydro Tasmania durante algún tiempo. Pero fue el entusiasta apoyo del gobierno liberal de Robin Gray que vería el río desbordado. El tema cobró importancia nacional a través de la Wilderness Society de Tasmania, liderada por su director en ese momento, Bob Brown.

## Puntos de acceso
La autopista Lyell serpentea durante 56 kilómetros a través del corazón del parque nacional Franklin-Gordon Wild Rivers.